# Liste des musées du Nottinghamshire
Cette liste des musées du Nottinghamshire, en Angleterre contient des musées qui sont définis dans ce contexte comme des institutions (y compris des organismes sans but lucratif, des entités gouvernementales et des entreprises privées) qui recueillent et soignent des objets d'intérêt culturel, artistique, scientifique ou historique. leurs collections ou expositions connexes disponibles pour la consultation publique. Sont également inclus les galeries d'art à but non lucratif et les galeries d'art universitaires. Les musées virtuels ne sont pas inclus.

## Musées
| Nom                                         | Image | Ville/City       | District            | Type              | Résumé |
| ------------------------------------------- | ----- | ---------------- | ------------------- | ----------------- | --- |
| Bassetlaw Museum                            |       | Retford          | Bassetlaw           | Local             | website, histoire locale, art, archéologie, arts décoratifs, agriculture, costumes et textiles, industrie, vie rurale, extraction du charbon                                                                      |
| Beth Shalom Holocaust Centre                |       | Laxton           | Newark and Sherwood | Histoire          | Histoire de l'Holocauste et d'autres génocides du XXe siècle |
| British Horological Institute               |       | Upton            | Newark and Sherwood | Horlogerie        | Situé à Upton Hall, collection d'horloges, montres, outils et autres artefacts horlogers historiques, ouverts aux non-membres lors d'occasions spéciales                                                          |
| Calverton Folk Museum                       |       | Calverton        | Gedling             | Local             | Meubles et vêtements d'époque, fossiles, histoire du cadre de tricot , cuisine victorienne, salon et chambre à coucher                                                                                            |
| Creswell Crags                              |       | Creswell         | Bassetlaw           | Archéologie       | Gorge et grottes calcaires avec des outils en silex et d'autres artefacts de l' âge de pierre |
| D.H. Lawrence Birthplace Museum             |       | Eastwood         | Broxtowe            | Maison historique | Maison de la classe ouvrière du XIXe siècle, lieu de naissance de l'auteur D. H. Lawrence |
| Dukes Wood Oil Museum                       |       | Eakring          | Newark and Sherwood | Industrie         | website, site et histoire du premier champ pétrolifère britannique |
| Durban House Heritage Centre                |       | Eastwood         | Broxtowe            | Multiple          | Inclut des expositions d’histoire sociale de la fin du XIXe siècle et le contexte de la vie de l’auteur D. H. Lawrence en ville, également une galerie d’art.                                                     |
| Flintham Museum                             |       | Flintham         | Newark and Sherwood | Histoire          | website, boutique d'époque du XXe siècle reflétant la vie rurale |
| Framework Knitters Museum                   |       | Ruddington       | Rushcliffe          | Industrie         | website, complexe de magasins de restaurations d'époque victorienne, de cottages et de dépendances indiquant les conditions de vie et de travail des framework knitters                                           |
| Galleries of Justice Museum                 |       | Nottingham       | Nottingham          | Prison            | Palais de justice et prison historiques |
| Green's Windmill and Science Centre         |       | Sneinton         | Nottingham          | Multiple          | Moulin à vent de la tour du XIXe siècle restauré et fonctionnel, expositions scientifiques pratiques |
| Harley Gallery                              |       | Welbeck          | Bassetlaw           | Art               | Situé à Welbeck Abbey, propose des objets d'art et d'artisanat contemporains |
| Holme Pierrepont Hall                       |       | Holme Pierrepont | Rushcliffe          | Maison historique | Salle et jardin médiévaux, ouverts au public de manière limitée |
| Lakeside Arts Centre                        |       | Nottingham       | Nottingham          | Art               | website, centre des arts de la scène et des arts visuels de l'université de Nottingham |
| Mansfield Museum                            |       | Mansfield        | Mansfield           | Multiple          | Art, histoire locale, culture |
| Mr Straw's House                            |       | Worksop          | Bassetlaw           | Maison historique | Exploité par le National Trust, maison familiale des années 1920 |
| Museum of Nottingham Life at Brewhouse Yard |       | Nottingham       | Nottingham          | Histoire          | website, histoire sociale locale, salles d'époque et magasins, reconstitution d'une salle de classe victorienne, vie en temps de guerre                                                                           |
| Museum of The Horse                         |       | Tuxford          | Bassetlaw           | Histoire          | website, promenade à travers 2000 ans d'histoire équestre |
| National Civil War Centre - Newark Museum   |       | Newark-on-Trent  | Newark and Sherwood | Histoire          | website, se concentre uniquement sur la guerre civile |
| National Videogame Arcade                   |       | Nottingham       | Nottingham          | Amusement         | Jeux vidéo historiques, histoire de la culture du jeu vidéo britannique |
| New Art Exchange                            |       | Nottingham       | Nottingham          | Art               | website, galerie d'art visuel pour artistes contemporains de cultures diverses |
| Newark Air Museum                           |       | Newark-on-Trent  | Newark and Sherwood | Aviation          | Situé sur une partie de l'ancien aérodrome de Winthorpe datant de la Seconde Guerre mondiale, un avion civil et militaire historique                                                                              |
| Newark Castle & Gilstrap Heritage Centre    |       | Newark-on-Trent  | Newark and Sherwood | Histoire          | Ruines du château médiéval, expositions sur l'histoire du château et l' héritage de la Guerre civil à Newark |
| Newark Town Hall Museum & Art Gallery       |       | Newark-on-Trent  | Newark and Sherwood | Art               | website, collection de tableaux, mobilier, argent de cérémonie et cadeaux civiques |
| Newstead Abbey Historic House & Gardens     |       | Ravenshead       | Gedling             | Maison historique | Maison médiévale qui fut la demeure ancestrale de Lord Byron, chambres victoriennes |
| Nottingham Castle Museum                    |       | Nottingham       | Nottingham          | Multiple          | Beaux-arts et arts décoratifs, histoire locale, archéologie, musée régimentaire des Sherwood Foresters |
| Nottingham Contemporary                     |       | Nottingham       | Nottingham          | Art               | Centre d'art contemporain |
| Nottingham Industrial Museum                |       | Nottingham       | Nottingham          | Industrie         | Collection éclectique d'objets industriels d'importance régionale, y compris les moteurs à vapeur et diesel |
| Nottingham Transport Heritage Centre        |       | Ruddington       | Rushcliffe          | Transport         | Terminus nord du chemin de fer patrimonial Great Central Railway comprenant locomotives, wagons et remorques, bus, véhicules de transport routier                                                                 |
| Papplewick Pumping Station                  |       | Papplewick       | Gedling             | Technologie       | Station de pompage de l'eau victorienne avec moteurs à vapeur |
| Ruddington Village Museum                   |       | Ruddington       | Rushcliffe          | Histoire          | website, magasins d’époque recréés, salle de classe, central téléphonique et matériel agricole |
| Tuxford Windmill                            |       | Tuxford          | Bassetlaw           | Mill              | website, moulin à vent du début du XIXe siècle |
| Walks of Life                               |       | Tuxford          | Bassetlaw           | Agriculture       | Collection de charrues à bras et de machines agricoles à moteur |
| William Booth Birthplace Museum             |       | Nottingham       | Nottingham          | Biographie        | Facebook site, lieu de naissance de William Booth, prédicateur Méthodiste fondateur de l'Armée du salut, ouvert sur rendez-vous                                                                                   |
| Wollaton Village Dovecote Museum            |       | Wollaton         | Nottingham          | Local             | colombier du XVIIe siècle avec des expositions d'histoire locale |
| Wollaton Hall & Deer Park                   |       | Wollaton         | Nottingham          | Multiple          | Comprend la maison historique, le Nottingham Natural History Museum, et Nottingham Industrial Museum textiles, des moyens de transport et une technologie du passé de Nottingham, y compris des moteurs à vapeur. |
| The Workhouse                               |       | Southwell        | Newark and Sherwood | Histoire          | Exploité par le National Trust, workhouse du XIXe siècle |

## Musées fermées
- Lace Centre, Nottingham, fermée en 2009[4]
- Longdale Craft Centre, Ravenshead[5]
- Millgate Museum of Folk Life, Newark-on-Trent[6]
- Newark Millgate Museum, fermée en 2012[7]
- Vina's Doll Gallery, Cromwell, fermée en 2015[8]